# Denis Genreau
Denis Genreau, né le 21 mai 1999 dans le 10e arrondissement de Paris, est un footballeur international australien, français de naissance. Il évolue actuellement au poste de milieu de terrain au Deportivo La Corogne.

## Biographie

### Jeunesse et formation
Denis Genreau est né en France à Paris, dans le 10e arrondissement, le 21 mai 1999. Il part vivre en Australie à l'âge de deux ans et grandit dans ce pays.

### Débuts au Melbourne City
Denis Genreau a commencé sa carrière professionnelle avec Melbourne City en A-League après avoir évolué dans les équipes de jeunes du club. Il a fait ses débuts en équipe première à 17 ans, lors d'un match contre le Perth Glory. 

### Passage au Macarthur FC
En 2020, Denis Genreau signe au Macarthur FC un contrat de trois ans, et va disputer le championnat de A-League.

### Arrivée au Toulouse FC
Le 3 août 2021, Denis Genreau signe au Toulouse FC et devient le premier australien à jouer pour le TFC. Lors de cette saison le TFC dispute la Ligue 2. Il fait ses débuts avec son nouveau club lors d'un match à domicile contre le SC Bastia en rentrant en jeu à la 77e minute.
Le 7 mai 2022, il inscrit le but de la victoire face au Nîmes Olympique, permettant d'assurer le titre de champion de France de Ligue 2 au Toulouse FC.
Lors de la saison 2022-2023, son début de saison est perturbé par une pubalgie qui le contraint à renoncer à pouvoir espérer participer à la Coupe du monde 2022. Opéré durant la pause de la saison due à ce Mondial, son absence est estimée à plusieurs semaines. Il rejoue un peu en fin 2023 avant de devoir être réopéré en janvier, et réintègre le groupe seulement fin mars 2024. Il termine la saison saison 2023-2024 avec seulement neufs matchs joués en championnat, et est prié par le club de chercher un nouveau club à l'inter saison. Mais il réalise une belle préparation et le club lui demande finalement de rester. Pourtant il ne joue pas une minute lors du début de saison, avant de finalement entrer en jeu pour la première fois lors de sixième journée contre Lyon, et de devenir un remplaçant régulier lors du mois d'octobre.

### Carrière internationale
Avec les moins de 23 ans, il prend part au championnat d'Asie des moins de 23 ans en janvier 2020. Lors de cette compétition qui se déroule en Thaïlande, il joue trois matchs. L'Australie se classe troisième du tournoi en battant l'Ouzbékistan lors de la « petite finale ».
Denis Genreau participe ensuite aux Jeux olympiques d'été de 2020. Lors du tournoi olympique organisé au Japon, il joue trois matchs. Avec un bilan d'une victoire et deux défaites, l'Australie est éliminée dès le premier tour.
Denis Genreau est sélectionné pour la première fois avec l'équipe nationale d'Australie le 7 juin 2021, lors des éliminatoires de la Coupe du monde 2022. Il est titulaire lors d'un match contre Taïwan et participe à la victoire 5-1 de son équipe.

## Statistiques
| Saison                | Club                  | Championnat           | Championnat | Championnat | Championnat | Coupe(s) nationale(s) | Coupe(s) nationale(s) | Coupe(s) nationale(s) | Compétition(s) continentale(s) | Compétition(s) continentale(s) | Compétition(s) continentale(s) | Compétition(s) continentale(s) | Total | Total | Total |
| Saison                | Club                  | Division              | M.          | B.          | P.d.        | M.                    | B.                    | P.d.                  | Comp.                          | M.                             | B.                             | P.d.                           | M.    | B.    | P.d.  |
| 2016-2017             | Melbourne City        | A-League              | 4           | 0           | 0           | -                     | -                     | -                     | -                              | -                              | -                              | -                              | 4     | 0     | 0     |
| 2017-2018             | Melbourne City        | A-League              | 1           | 0           | 0           | -                     | -                     | -                     | -                              | -                              | -                              | -                              | 1     | 0     | 0     |
| 2019-2020             | Melbourne City        | A-League              | 6           | 0           | 2           | 1                     | 0                     | 0                     | -                              | -                              | -                              | -                              | 7     | 0     | 2     |
| Sous-total            | Sous-total            | Sous-total            | 11          | 0           | 2           | 1                     | 0                     | 0                     | -                              | 0                              | 0                              | 0                              | 12    | 0     | 2     |
| 2018-2019             | PEC Zwolle (prêt)     | Eredivisie            | 10          | 0           | 1           | 2                     | 0                     | 2                     | -                              | -                              | -                              | -                              | 12    | 0     | 3     |
| 2020-2021             | Macarthur FC          | A-League              | 23          | 2           | 2           | -                     | -                     | -                     | -                              | -                              | -                              | -                              | 23    | 2     | 2     |
| Sous-total            | Sous-total            | Sous-total            | 33          | 2           | 3           | 2                     | 0                     | 2                     | -                              | 0                              | 0                              | 0                              | 35    | 2     | 5     |
| 2021-2022             | Toulouse FC           | Ligue 2               | 34          | 2           | 3           | 3                     | 0                     | 0                     | -                              | -                              | -                              | -                              | 37    | 2     | 3     |
| 2023-2024             | Toulouse FC           | Ligue 1               | 20          | 0           | 1           | -                     | -                     | -                     | -                              | -                              | -                              | -                              | 20    | 0     | 1     |
| 2023-2024             | Toulouse FC           | Ligue 1               | 9           | 0           | 0           | -                     | -                     | -                     | C3                             | 4                              | 0                              | 0                              | 13    | 0     | 0     |
| 2024-2025             | Toulouse FC           | Ligue 1               | 8           | 0           | 0           | 2                     | 1                     | 0                     | -                              | -                              | -                              | -                              | 10    | 1     | 0     |
| Sous-total            | Sous-total            | Sous-total            | 71          | 2           | 4           | 5                     | 1                     | 0                     | -                              | 4                              | 0                              | 0                              | 80    | 3     | 4     |
| Total sur la carrière | Total sur la carrière | Total sur la carrière | 114         | 4           | 9           | 8                     | 1                     | 2                     | -                              | 4                              | 0                              | 0                              | 126   | 5     | 11    |